# Manonida atratula
Manonida atratula là một loài bướm đêm trong họ Geometridae.